# 4134 Schütz
4134 Schütz eller 1961 CR är en asteroid i huvudbältet som upptäcktes den 15 februari 1961 av den tyske astronomen Freimut Börngen vid Tautenburg-observatoriet. Den har fått sitt namn efter den tyske kompositören Heinrich Schütz.
Asteroiden har en diameter på ungefär 3 kilometer och den tillhör asteroidgruppen Flora.